# Popular Problems
Popular Problems je třinácté studiové album kanadského hudebníka Leonarda Cohena. Album bylo vydáno 22. září roku 2014, tedy jeden den po Cohenových osmdesátých narozeninách. Obsahuje celkem devět písní a jeho producentem je Patrick Leonard.

## Seznam skladeb
Autorem všech textů je Leonard Cohen, na hudbě se dále podíleli Anjani Thomas („A Street“) a Patrick Leonard.
| Pořadí | Název                 | Délka |
| ------ | --------------------- | ----- |
| 1.     | Slow                  | 3:25  |
| 2.     | Almost Like the Blues | 3:28  |
| 3.     | Samson in New Orleans | 4:39  |
| 4.     | A Street              | 3:33  |
| 5.     | Did I Ever Love You   | 4:11  |
| 6.     | My Oh My              | 3:37  |
| 7.     | Nevermind             | 4:40  |
| 8.     | Born in Chains        | 4:56  |
| 9.     | You Got Me Singing    | 3:32  |

## Obsazení
- Leonard Cohen – zpěv
- Patrick Leonard – klávesy
- James Harrah – kytara
- Joe Ayoub – baskytara
- Brian MacLeod – bicí
- Alexandru Bublitchi – housle
- Charlean Carmon – doprovodné vokály
- Dana Glover – doprovodné vokály
- Donna de Lory – doprovodné vokály